# Oelemari
Oelemari (također Ulemari ) je rijeka u Surinamu. Rijeka Oelemari utječe u Litani koji je pritoka Maronija. Rijeka izvire iz Oranjegebergtea koji je pak dio planine Tumuk Humak.
Do područja se može doći iz zračne luke Oelemari.

## Povijest istraživanja
Područje je prvi istražio A. Franssen Herderschee 1903., i pronađena su naselja autohtonog plemena Ojarikoelé, također poznatog kao Wajarikoele. Godine 1938. Willem Ahlbrinck krenuo je u ekspediciju kako bi pronašao pleme, ali nije mogao pronaći naselja niti pleme, ali je otkrio pleme Wama također poznato kao Akuriyó koje je još živjelo u kamenom dobu. Akurio su 1975. ponovno otkrili američki misionari i nagovorili su ih da žive u Pelelu Tepu.
Zlato je otkriveno na tom području i eksploatira ga tvrtka Guardian Exploration iz Teksasa.